# Un polițist cu capsa pusă
Un polițist cu capsa pusă (în franceză Wasabi) este un film de acțiune-comedie francez din 2001, regizat de Gérard Krawczyk și produs de Luc Besson, autorul scenariului. Rolurile principale sunt interpretate de Jean Reno, Michel Muller⁠(d) și Ryōko Hirosue⁠(d). În Franța, a fost lansat sub numele de Wasabi, la petite moutarde qui monte au nez.
Titlul original al filmului provine de la o scenă în care protagonistul Hubert Fiorentini (Reno) mănâncă o porție întreagă de wasabi la un restaurant japonez fără să tresară.

## Distribuție
- Jean Reno — Hubert Fiorentini
- Ryōko Hirosue⁠(d) — Yumi Yoshimido (Nihongo: 吉堂由美, Yoshi dō Yumi)
- Michel Muller⁠(d) — Maurice „Momo”
- Carole Bouquet — Sofia
- Ludovic Berthillot — Jean-Baptiste #1
- Yan Epstein — Jean-Baptiste #2
- Michel Scourneau — Van Eyck
- Christian Sinniger — Squale
- Jean-Marc Montalto — Olivier
- Alexandre Brik — Irène
- Fabio Zenoni — Josy
- Véronique Balme — Betty
- Jacques Bondoux — Del Rio
- Yoshi Oida — Takanawa (Nihongo: 高輪, Takanawa)
- Haruhiko Hirata — Ishibashi (Nihongo: 石橋, Ishibashi)
- Edilberto Ruiz — Guacamole

## Producție
Filmările au fost realizate la Tokyo (Japonia).